# Odontorhabdus rechingeri
Odontorhabdus rechingeri är en skalbaggsart som beskrevs av Aurivillius 1913. Odontorhabdus rechingeri ingår i släktet Odontorhabdus och familjen långhorningar.
Artens utbredningsområde är Samoa. Inga underarter finns listade i Catalogue of Life.